# Estádio Ciudad de Cumaná
O Estádio Ciudad de Cumaná é a principal sede do Ayacucho Fútbol Club. Está localizado dentro do Complexo Esportivo Venezuela, na cidade de Huamanga, distrito de Ayacucho, província de Huamanga e região de Ayacucho, a uma altitude de 2.746 metros e tem capacidade para 15 mil espectadores.
Foi inaugurado em 1974, por ocasião dos 150 anos da gloriosa Batalha de Ayacucho, e é denominado Ciudad de Cumaná em homenagem à cidade natal do Marechal Antonio José de Sucre, Cumaná, na Venezuela. A República Bolivariana da Venezuela se encarregou de tirar a ideia do papel, já que cobriu todos os custos de sua execução.
O estádio está localizado dentro de um grande complexo pertencente ao Instituto Peruano del Deporte Ayacucho (IPD-A), denominado Venezuela, que também possui pista de atletismo, arena fechada, quadra de aquecimento, quadras de tênis, lajes polivalentes, circuito atletismo, quadras de frontón, grama sintética, judô dōjō, karatê dōjō, ringue de boxe, espaço para tênis de mesa e piscina semiolímpica, entre outros.
Atualmente, o estádio é usado para jogos da Primeira Divisão do Peru e da Copa Peru. Antes era utilizado pela equipa La Peña Sporting para os jogos da Segunda Divisão e também foi reduto de uma das equipas emblemáticas da cidade, o Sport Huamanga.
Foi palco também de amistosos entre a Seleção Huamanga e grandes clubes como  Universitario de Deportes, Alianza Lima, entre outros; além de jogos da Seleção Peruana de Futebol nas eliminatórias para  Copa do Mundo de 1970 disputada no México e clubes do estrangeiro.
Da mesma forma, foi um dos campos oficiais da Copa Sul-Americana nas suas edições de 2012, 2013 e 2014, recebendo as partidas em casa do então Club Inti Gas Deportes Ayacucho, hoje Ayacucho FC.

## Acessos
O estádio Ciudad de Cumaná tem um total de nove entradas: duas na arquibancada oeste, três na arquibancada leste e duas em cada uma das arquibancadas populares (norte e sul). Possui ainda dois vestiários para as equipes e dois para os trios de arbitragem, além de cabines para transmissão de rádio e televisão.

## Divisões
O estádio tem quatro divisões:
- Estande oeste (cadeiras).
- Tribuna oriental (cadeiras).
- Estande popular sul (arquibancada).
- Estande popular norte (arquibancadas).

## Recorde de público
Em 30 de novembro de 2008, o Estádio Ciudad de Cumaná recebeu 13.105 espectadores e uma bilheteria de 131.050 soles foi arrecadada na partida entre Sport Huamanga e Sport Huancayo. A partida terminou com vitória dos locais por 4 a 1, após uma arbitragem polêmica do árbitro Alejandro Villanueva. O placar resultou na eliminação do Sport Huamanga, pois havia perdido a partida de ida por 3 a 0. Uma grande confusão sucedeu a partida e ao menos 100 pessoas ficaram feridas nos confrontos.

## Jogos internacionais
| Data       | Local    | Resultado | Visitante         | Competição                 |
| ---------- | -------- | --------- | ----------------- | -------------------------- |
| 02-08-2012 | Inti Gas | 0 - 0     | Millonarios       | Copa Sul-Americana de 2012 |
| 30-07-2013 | Inti Gas | 0 - 1     | Atlético Nacional | Copa Sul-Americana de 2013 |
| 21-08-2014 | Inti Gas | 0 - 1     | Caracas           | Copa Sul-Americana de 2014 |